# Choniolaimus novempapillatus
Choniolaimus novempapillatus is een rondwormensoort uit de familie van de Selachinematidae. De wetenschappelijke naam van de soort is voor het eerst geldig gepubliceerd in 1946 door Schuurmans Stekhoven.